# Veenita
La veenita és un mineral de la classe dels sulfurs, que pertany al grup de la sartorita. Rep el nom per Rudolf Willem van der Veen (1883-1925), metal·lògraf.

## Característiques
La veenita és una sulfosal de fórmula química Pb₂(Sb,As)₂S₅. Va ser aprovada com a espècie vàlida per l'Associació Mineralògica Internacional l'any 1966. Cristal·litza en el sistema ortoròmbic. La seva duresa a l'escala de Mohs oscil·la entre 3,5 i 4. Forma una sèrie de solució sòlida amb la dufrenoysita.
Segons la classificació de Nickel-Strunz, la veenita pertany a «02.HC: Sulfosals de l'arquetip SnS, amb només Pb» juntament amb els següents minerals: argentobaumhauerita, baumhauerita, chabourneïta, dufrenoysita, guettardita, liveingita, parapierrotita, pierrotita, rathita, sartorita, twinnita, marumoïta, dalnegroïta, fülöppita, heteromorfita, plagionita, rayita, semseyita, boulangerita, falkmanita, plumosita, robinsonita, moëloïta, dadsonita, owyheeïta, zoubekita i parasterryita.

## Formació i jaciments
Va ser descoberta al municipi canadenc de Huntingdon, dins l'àrea de Madoc, al comtat de Hastings (Ontario, Canadà). També a Ontario ha estat descrita posteriorment a la mina Mattabi, dins el comtat de Kenora. A banda del Canadà, també ha estat trobada a Bolívia, el Perú, Xile, Mèxic, Grècia, Romania, Alemanya i Austràlia.